# Trabada
Trabada is een gemeente in de Spaanse provincie Lugo in de regio Galicië met een oppervlakte van 83 km². Trabada telt 1.133 inwoners (1 januari 2016).

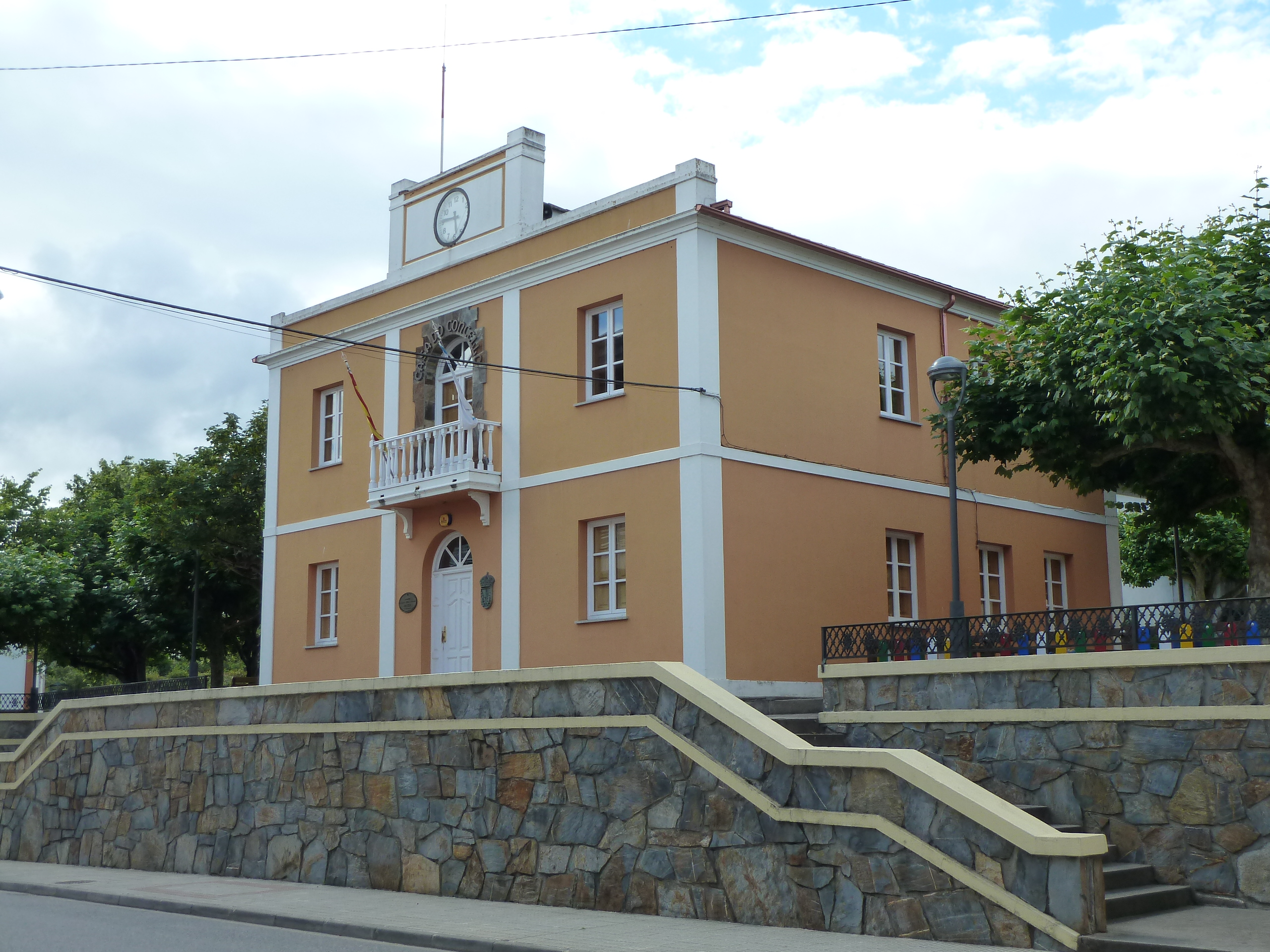
Gemeentehuis
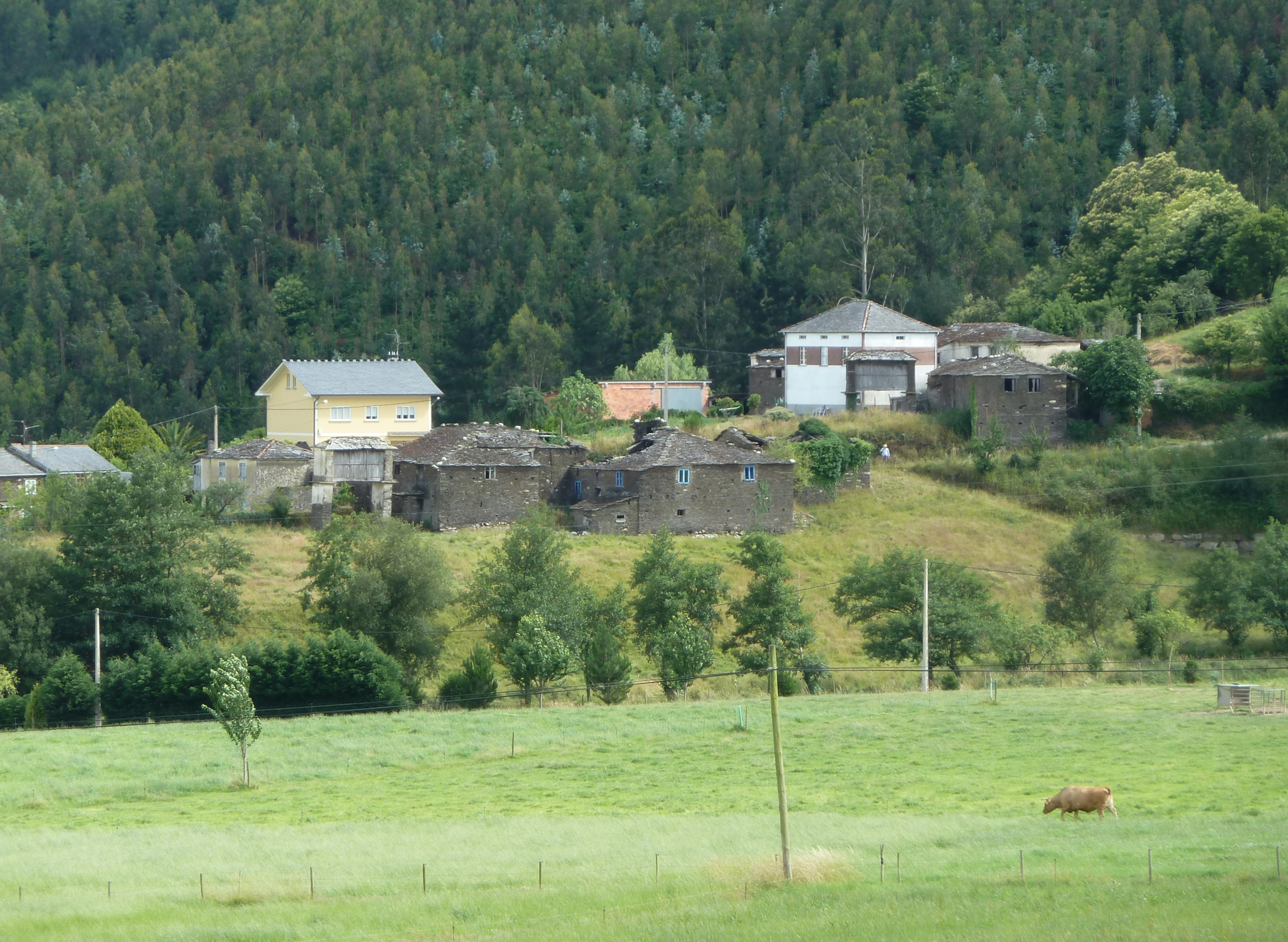
Paisaxe, Trabada